# George Eads
George Coleman Eads III (Fort Worth (Texas), 1 maart 1967) is een Amerikaanse acteur die het meest bekend is geworden door zijn rol als Nick Stokes in de CBS televisieserie CSI: Crime Scene Investigation.

## Levensloop
Eads werd geboren in Fort Worth in Texas en groeide op in Belton, Texas. Hij studeerde in 1990 af aan de Texas Tech University. Hij woont in Santa Monica Californië.
Eads begon zijn acteerloopbaan met Savannah, was daarna gast-ster in ER en werkte voor andere televisiefilms, zoals Crowned and Dangerous met Yasmine Bleeth in 1997. In 2000 kreeg Eads een van de leidende rollen in de CBS-serie CSI: Crime Scene Investigation.
Eads trouwde in 2011.

## Filmografie

### Film
- Gutshot Straight (2014) als Jack
- Sex Ed (2014) als Jimmy
- Evel Knievel (2004) als Evel Knievel
- Monte Walsh (2003) als Frank "Shorty" Austin
- Just a Walk in the Park (2002) als Adam Willingford
- Second String (2002) als Tommy Baker
- The Spring (2000) als Gus
- Crowned and Dangerous (1997) als Riley Baxter
- The Ultimate Lie (1996, TV) als Ben McGrath
- Dust to Dust (1994) als Black Wolf

### Televisie
- Young Justice (animatieserie) (2010 - 2012) als Barry Allen/The Flash
- Two and a Half Men (2008) als George
- Justice League (animatieserie) (2004) als Captain Atom/Nathaniel Adams/Robber #2
- CSI: Crime Scene Investigation (2000 - 2015) als Nick Stokes
- Grapevine (2000) als Thumper Klein
- ER (1997 - 1998) als Paramedic Greg Powell
- Savannah (soap) (1996 - 1997) als Travis Peterson (pilot); als Nick Corelli
- Strange Luck (1995) als J.R. Dean
- MacGyver (2016) (2016 - 2019, 2021) als  Jack Dalton

### Computerspel
- CSI: Crime Scene Investigation (2003) als Nick Stokes (stem)
- CSI: Dark Motives (2004) als Nick Stokes (stem)
- CSI: 3 Dimensions of Murder (2006) als Nick Stokes (stem)
- CSI: Hard Evidence (2007) als Nick Stokes (stem)
- CSI: Deadly Intent (2009) als Nick Stokes (stem)
- CSI: Fatal Conspiracy (2010) als Nick Stokes (stem)

## Prijzen en nominaties
Teen Choice Awards:
- 2006: Genomineerd voor TV - Choice Actor.